# 大韓民国星友会
大韓民国星友会（星友會、朝鮮語: 성우회、ソンウフェ、英語: The Korea Retired Generals and Admirals Association）は、大韓民国の予備役将校団体である。

## 歴代会長
| - 初代 白善燁 1989年12月15日- - 第2代 劉載興 1991年12月- - 第3代 이성호 1993年12月- - 第4代 閔キ植 1995年12月- - 第5代 張志良 1997年12月- - 第6代 鄭昇和 1999年- - 第7代 金榮寬ko:김영관 (1925년) 2001年- | - 第8代 吳滋福ko:오자복 2003年- - 第9代 金相台ko:김상태 (1930년) 2005年- - 第10代 李鐘九ko:이종구 (1935년) 2007年- - 第11代 김종호 2009年- - 第12代 高明昇ko:고명승 2011年- - 第13代 김홍래 2013年- - 第14代 김진영 2015年- |